# Cartoncino

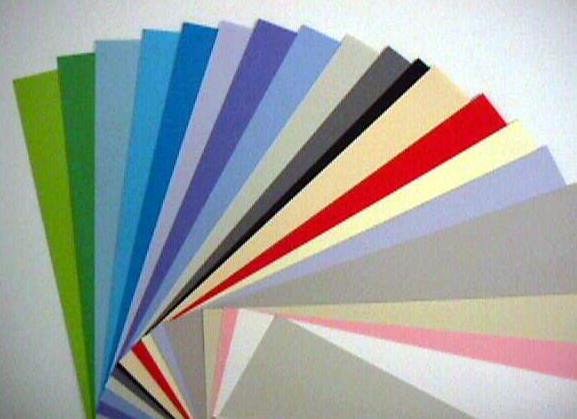
Cartoncini colorati

Il cartoncino è un tipo di carta pesante (non leggera), solitamente usata come supporto per disegni tecnici (liscia) e artistici (ruvida) e per rilegature e cartonaggio. Molte volte i cartoncini sono colorati ma, come la maggior parte per i disegni tecnici e/o artistici, possono essere semplicemente bianchi.
Il rapporto tra il peso della carta e la sua superficie si chiama "grammatura", quella che definisce il cartoncino è: 150÷450 g/m² con spessore maggiore di 0,3 mm.